# Марко Розе
Марко Розе (11. септембар 1976, Лајпциг) је бивши немачки фудбалер, а садашњи фудбалски тренер.

## Утакмице и голови
1. бундеслига:
- 18 (1) за 1. FSV Mainz 05

2. бундеслига:
- 10 (0) за VfB Leipzig
- 24 (0) за Hannoverscher SV 96
- 64 (3) за 1. FSV Mainz 05
- 98 (3) укупно

Регионална лига:
- 47 (5) за VfB Leipzig
- 03 (0) за 1. FSV Mainz 05
- 50 (5) укупно

Покал:
- 01 (0) за VfB Leipzig
- 03 (0) за 1. FSV Mainz 05
- 04 (0) укупно

## Успеси
- Прелазак у бундеслигу 2002. са Хановером 96
- Прелазак у бундеслигу 2004. са Мајнцом 05